# Raul Glaber
Raoul Glaber (glaber = latină „chelul“, sau Radulfus Glaber, n. în jurul anului 985, Burgundia – d. în jurul anului 1047, Saint-Germain d’Auxerre) a fost un călugăr benedictin, istoric și hagiograf. Un cronicar al perioadei din jurul anului 1000, unul dintre sursele de bază pentru istoria Regatului Franței din acea perioadă.

## Viața
Unchiul lui Raul, călugăr la mănăstirea Saint-Léger-de-Champeaux, i-a găsit un loc în cadrul mănăstirii atunci când avea vârsta de 12 ani, însă a fost alungat de acolo din cauza comportamentului. Ulterior, s-a aflat într-o mănăstire Saint-Bénigne à Dijon, unde a avut întâlnirea cu clericul reformator din Piemont Guglielmo de Volpiano în jurul anului 1010. Raul s-a mutat la abația Cluny, condusă de abatele Odilo de Cluny și în cele din urmă la abația Saint-Germain d’Auxerre în 1039, unde a rămas până la moarte.

## Opera
- Historiarum libri quinque ab anno incarnationis DCCCC usque ad annum MXLIV sau Historiae , cronica a fost începută la Cluny, probabil în jurul anului 1026 (oricum, nu mai târziu de 1027. Cronica lui Raul Glaber tratează în principal istoria Franței, însă în anumite ocazii se referă la o arie geografică mergând din Scoția până în sudul Italiei. Se remarcă în special abordarea încheierii primului mileniu. Opera constituie sursa primară pentru teama general răspândită și pentru semnele divine (foamete și eclipse) care anticipau sfârșitul lumii.
- Wilhelmi abbatis gestorum liber
- Opera lui Raul Glaber include o hagiografie a lui Guglielmo de Volpiano, Vita Sancti Guillelmi Abbatis Divionensis'